# Nicolai Cleve Broch
Nicolai Cleve Broch (født 14. november 1975 i Oslo i Norge) er en norsk skuespiller. Han er uddannet i 1999 på Statens teaterhøgskole. Han er mest kendt for at have medvirket i filmene Buddy (2003), Uno (2004) (hvor han spillede sammen med sin gode skuespillerkammeret Aksel Hennie), Uro (2006) og tv-serien Frikjent (2015-2016).
Cleve Broch har vært ansat ved Oslo Nye Teater og Det norske teatret og i efteråret 2005 var han tisat ved Nationaltheatret. Han har gjort sig specielt bemærket på filmlærredet, og regnes som en af landets fremmeste unge filmskuespillere. Han har også indlæst lydbøger og haft stemmer i utallige tegnefilm.
I 2007 blev han udvalgt som "Shooting Star".
Han er gift med skuespillerkollegen Heidi Gjermundsen og sammen har de 2 børn og er bosat i Oslo. 

## Udvalgte film
- När alla vet (1995)
- Superkatten Zorba (1998)
- Buddy (2003)
- Min bror bjørnen (norsk stemme) (2004)
- Uno (2004)
- Fartstriper (norsk stemme) (2005)
- Herbie (norsk stemme) (2005)
- Bjørne Brødre (norsk stemme) (2006)
- Uro (2006)

## Udvalgte skuespil
- Pippi Langstrømpe
- Hvem er redd for Virginia Woolf
- Måken
- Ivanov
- Fedras kjærleik

## Udvalgte TV-serier
- Fox Grønland episode 10 (2001)
- Lekestue (mini) (2002)
- Seks som oss (2004-2007)
- Frikjent (2015-2016)
- Mord i Skærgården/Sandhamn. 2020-.nu. Sæson 7-9.

## Udvalgte kortfilm
- Fort Forover (2000)